# Theodore Foster
Theodore Foster (ur. 29 kwietnia 1752, zm. 13 stycznia 1828) – amerykański prawnik i polityk. W latach 1790–1803 reprezentował stan Rhode Island w Senacie Stanów Zjednoczonych.
Jego brat, Dwight Foster, reprezentował stan Massachusetts zarówno w Izbie Reprezentantów Stanów Zjednoczonych, jak i w Senacie Stanów Zjednoczonych.